# Geografia de Honduras
A República de Honduras limita-se ao norte com o Oceano Atlântico, ao leste pelo mesmo mar e a República da Nicarágua, ao sul com a Nicarágua, o Golfo de Fonseca e a República de El Salvador, e ao oeste com a República de Guatemala. A extensão territorial de Honduras, compreendendo todas suas ilhas, é de aproximadamente 112.492 km².
Honduras é um país montanhoso, mas ainda que os outros estados da América Central, com uma média de 1000 metros sobre o nível do mar. A Cordilheira Centro-Americana divide ao território em três regiões: A Oriental, Central e Ocidental. Geomorficamente, o território hondurenho está dividido em três zonas: a Planície Costeira do Norte, a Planície Costeira do Sul, e a Região Montanhosa (composta pelas cordilheiras do norte, centro e sul). 
Os rios de Honduras agrupam-se em duas vertentes costeiras e a subvertente interior do rio Lempa. A vertente do Caribe e a do Golfo de Fonseca. Os rios de Honduras que desembocam no mar das Caraíbas são: Chamelecón, Ulúa, Aguán, Leiam, Tinto ou Negro, Patuca, Segovia entre outros. No Oceano Pacífico terminam por desembocar os rios Choluteca, Negro, Lempa, Goascorán, e o Nacaome. Os rios que desembocam no Caribe são os mais extensos e caudalosos do país. 
"O Clima de Honduras é tão variado como a configuração de seu solo. A temperatura é sumamente cálida na costa do Atlântico e um pouco menos no Pacífico; mas no interior, em seus vales e mesetas, há climas agradáveis e de temperatura mais baixa. A costa N. e E. de Honduras...uma temperatura mas alta que qualquer outra parte...No entanto, esta diminui rapidamente ao penetrar para o interior."

## Localização e limites

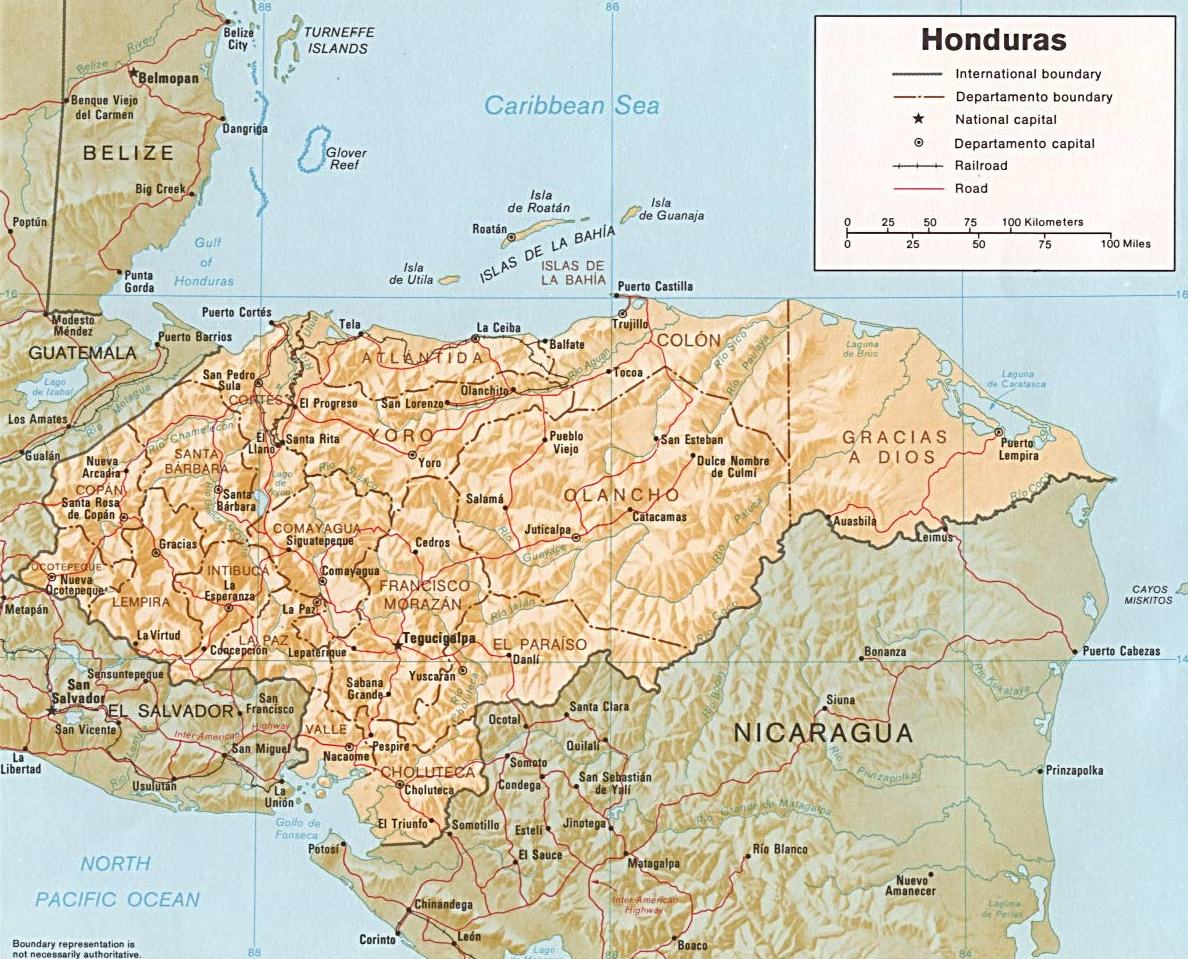
Mapa da localização e limites de Honduras.

Honduras encontra-se localizada na parte mais larga do istmo centro-americano. Esta limitada ao norte pelo Atlântico, ao leste pelo mesmo mar e a República da Nicarágua, ao sul por Nicarágua, o golfo de Fonseca e a República de El Salvador e ao oeste por Guatemala. A extensão superficial de Honduras, compreendendo todas suas ilhas, se calcula em 112.492 km². Sua costa têm um desenvolvimento de 400 milhas no Atlântico, e de 60 no Oceano Pacífico, entre a desembocadura do rio Negro e a do Goascorán. 
A demarcação fronteiriça com El Salvador ficou estabelecida depois do acordo de paz assinados em Lima, Peru em 1980 por ambos países. Definidos os limites depois dos acordos estabelecidos mediante decisão da Corte Internacional de Justiça na Holanda o 11 de setembro de 1992. Assim mesmo, este mesma corte ratificou em 1960, a demarcação fronteiriça com Nicarágua, a qual tinha sido estabelecida em 1906 no laudo elaborado pelo rei Afonso XIII da Espanha.